# Syzrań (rzeka)
Syzrań (ros. Сызрань; t. Сызранка, Syzranka) – rzeka w południowej Rosji przeduralskiej (obwody uljanowski i samarski), prawy dopływ Wołgi w zlewisku Morza Kaspijskiego. Długość – 168 km, powierzchnia zlewni – 5650 km², średni przepływ 46 km przed ujściem – 13,8 m³/s. Reżim śnieżny. Pokrywa lodowa od przełomu listopada i grudnia do przełomu marca i kwietnia. Wezbranie w marcu i kwietniu.
Źródła na wododziale Wołgi i Sury w północnej części Wyżyny Nadwołżańskiej. Uchodzi do Zbiornika Saratowskiego na Wołdze w mieście Syzrań. Doliną Syzrani biegnie droga i linia kolejowa z Samary do Penzy.